# 格氏頜吻鰻
格氏頜吻鰻（學名：Gnathophis grahami），是輻鰭魚綱鰻形目康吉鳗科頜吻鰻屬的其中一種，艾瑪·斯坦尼斯拉夫娜·卡莫夫斯卡婭 (Emma Stanislavovna Karmovskaya) 和約翰·理查德·帕克斯頓 (John Richard Paxton) 在 2000 年描述，分布於西南太平洋澳洲新南威爾斯省海域，深度50至530公尺，為底棲性魚類，生活習性不明。